# Bandini (automerk)

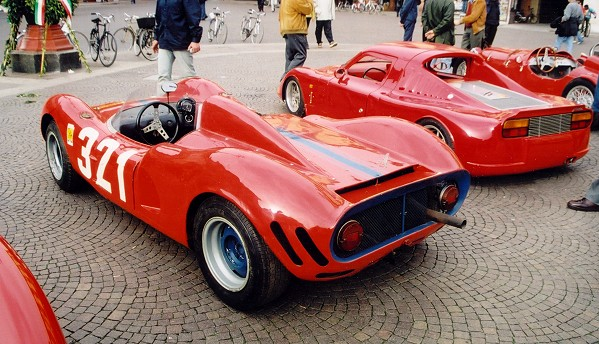
De Bandini

Bandini was een Italiaans automerk dat in 1946 werd opgericht door Ilario Bandini. Het werd in 1992 opgeheven.

## Wagens
Het merk Bandini heeft sinds 1947 ongeveer 73 auto's gebouwd. De meeste van deze wagens waren kleine racewagens, die direct na de oorlog zeer geliefd waren. Het merk Bandini produceerde daarnaast ook sportcoupés en toersportwagens.

## Motoren
Bandini gebruikte vooral opgevoerde Fiat-motoren, maar heeft zelf ook heel wat motoren gemaakt op de basis van de Amerikaanse Crosley-motor. Deze viercilinder was in die tijd, van 1947 tot 1952, een allesbehalve ouderwetse motor. Hij had een bovenliggende nokkenas die door een staande as werd aangedreven. Bandini heeft enkele van deze motoren voorzien van een zelfgemaakte cilinderkop met twee nokkenassen en een andere krukas, die ook zelf gemaakt werd. Vanaf het moment dat de middenmotor in de mode kwam, was Bandini een van de eerste automerken die ze op deze manier bouwden. Ze werden dan gebruikt in spiders en in coupés, maar ook in wagens voor het circuit of voor de sportieve zondagsrijder.

## Glorietijd
De meest succesvolle periode voor Bandini was de vroege jaren vijftig. Op dat moment werkten er 15 monteurs en produceerde men 1 auto per maand. In 1960 kwam het zelfs zo ver dat Bandini zijn eigen motoren in 7 verschillende uitvoeringen uitbracht met een cilinderinhoud tussen 750 en 1300 cc.